# Alara
Alara je bil kralj Kuša, ki ga njegovi nasledniki iz Petindvajsete kušitske dinastije na splošno štejejo za ustanovitelja vladarske Napatanske dinastije in prvega  kralja Kuša.  Združil je Gornjo Nubijo od Meroëja do Nilovega Tretjega katarakta in je verjetno izpričan v Amonovem templju v Kavi. Alara je ustanovil tudi Napato kot versko prestolnico Kuša. 
Alara sam ni spadal v Petihdvajseto dinastijo, saj med svojim vladanjem nikoli ni vladal v nobeni regiji Egipta v primerjavi s svojima neposrednima naslednikoma Kašto in Pijem. Nubijski zapisi mu pripisuje dolgo vladavino, saj so kasnejši nubijski kralji upali, "da bodo vladali  tako dolgo kot Alara". Povezan je bil z osrednjim mitom o izvoru Kušitskega kraljestva, ki je bil sčasoma olepšan z novimi elementi. V nubijski kulturi je bil zelo cenjena osebnost in prvi kušitski kralj, ki so ga prepoznali zgodovinarji.

## Alara v zgodovinskih zapisih
Alarov obstoj je prvič dokumentiran na egipčanski hieroglifski steli Alarove hčerke, kraljice Tabiri.  Ker je bila Tabiri Pijeva žena, Pijev neposredni predhodnik na nubijskem prestolu pa kralj Kašta, je bil Alara najverjetneje  neposredni  Kaštov predhodnik. Alara na Tabirini steli ni omenjen kot kralj, vendar je bilo njegovo ime zapisano v kartuši, ki potrjuje, da je bil kušitski kralj. Alara je omenjen tudi kot brat Taharlove stare matere v napisih Kawa IV, vrstica 16f (okoli 685 pr. n. št.) in VI, vrstica 23f. (okoli 680 pr. n. št.).
Nubijski arheolog Timothy Kendall je trdil, da je Alara kralj 'Ary' Meriamun, katerega 23. vladarsko leto je zapisao na zdaj fragmentirani steli iz Amonovega templja v Kavi. Madžarski egiptolog László Török v svoji knjigi Kraljestvo Kuš: Priročnik napatsko-meroitske civilizacije iz leta 1997 njegovo mnenje zavrača. Prepričan je, da je bil Ari bolj verjetno Arimani, ki je vladal mnogo kasneje iz Meroëja.  Kendallovin argumentov ne sprejemajo tudi drugi znanstveniki.

## Grobnica
Alara je bil pokopan na kraljevem pokopališču El Kurru dolvodno od Napate. Njegova žena, kraljica Kasaka, je bila pokopana v grobnici El-Kurru 23 (Ku. 23), ki je tik ob grobnici Ku. 9, za katero se domneva, da pripada samemu Alari.
Alaro je nasledil Kašta, ki je razširil vpliv Nubije na Elefantino in Tebe.